# Saint Paul Capisterre
Saint Paul Capisterre es una localidad de San Cristóbal y Nieves, capital de la parroquia de Saint Paul Capisterre.
Se ubica a una altitud de 122 m sobre el nivel del mar.
Según estimación 2010 cuenta con una población de 1339 habitantes.